# Carretera Internacional del Puerto de Larrau
La Carretera Internacional del Puerto de Larrau es una Ruta Internacional que empieza en Lumbier (Navarra), en el enlace de la NA-150 con la antigua N-240 (hoy NA-2400). Termina en Tardets, Francia, en el cruce de la D-26 con la D-918. La ruta engancha la NA-150, la NA-178, la NA-140, la NA-2011 y la D-26.

## Recorrido
| Denominación | Kilómetro | Salida                         | Carretera                      | Dirección                            |
| ------------ | --------- | ------------------------------ | ------------------------------ | ------------------------------------ |
| NA-150       | 0         |                                | NA-2420 A-21                   | Yesa Jaca Pamplona Sangüesa          |
| NA-150       | 2         |                                | NA-2400                        | Izagaondoa Unciti Erro               |
| NA-150       | 2         | Travesía de Lumbier            | Travesía de Lumbier            | Travesía de Lumbier                  |
| NA-178       | 3         |                                | NA-150                         | Aoiz/Agoitz Egüés                    |
| NA-178       | 8         |                                | NA-2110                        | Arbaniés Irurozqui                   |
| NA-178       | 10        | Travesía de Domeño             | Travesía de Domeño             | Travesía de Domeño                   |
| NA-178       | 10        |                                | NA-2161                        | Usún                                 |
| NA-178       | 11        |                                | NA-2162                        | Orradre Napal                        |
| NA-178       | 14        |                                | NA-2160                        | Foz de Arbayún                       |
| NA-178       | 16        |                                | NA-2160                        | Foz de Arbaiun                       |
| NA-178       | 16        |                                | NA-2200                        | Bigüezal Castillonuevo               |
| NA-178       | 19        |                                | NA-2112                        | Aspurtz                              |
| NA-178       | 24        |                                | NA-214                         | Navascués Burgui Roncal              |
| NA-178       | 29        |                                | NA-2124                        | Ustés                                |
| NA-178       | 29        |                                | NA-2124                        | Ustés                                |
| NA-178       | 32        |                                | NA-2121                        | Uscarrés Iciz                        |
| NA-178       | 34        |                                | NA-2122                        | Gallués Izal                         |
| NA-178       | 36        |                                | NA-2130                        | Güesa Igal Vidángoz                  |
| NA-178       | 40        | Travesía de Sarriés            | Travesía de Sarriés            | Travesía de Sarriés                  |
| NA-178       | 40        |                                | NA-2123                        | Ibilcieta                            |
| NA-178       | 42        | Travesía de Esparza de Salazar | Travesía de Esparza de Salazar | Travesía de Esparza de Salazar       |
| NA-178       | 44        | Travesía de Oronz              | Travesía de Oronz              | Travesía de Oronz                    |
| NA-178       | 46        | Travesía de Ezcároz            | Travesía de Ezcároz            | Travesía de Ezcároz                  |
| NA-178       | 46        |                                | NA-140                         | Jaurrieta Abaurrea Alta Roncesvalles |
| NA-140       | 49        | Travesía de Ochagavía          | Travesía de Ochagavía          | Travesía de Ochagavía                |
| NA-140       | 49        |                                | NA-2012                        | Selva de Irati                       |
| NA-140       | 49        |                                | NA-2013                        | Ermita de Muskilda                   |
| NA-140       | 52        | Travesía de Izalzu             | Travesía de Izalzu             | Travesía de Izalzu                   |
| NA-140       | 57        |                                | NA-140                         | Uztárroz Isaba/Izaba                 |
| NA-2011      | 68        |                                | D-26                           | Alto de Larrau                       |
| D-26         | 80        |                                | D-19                           | Mendive St Jean Pid-de-Port          |
| D-26         | 80        | Travesía de Larrau             | Travesía de Larrau             | Travesía de Larrau                   |
| D-26         | 89        |                                | D-113                          | Sainte-Engrâce Arette (Saint-Martin) |
| D-26         | 91        | Travesía de Licq-Athérey       | Travesía de Licq-Athérey       | Travesía de Licq-Athérey             |
| D-26         | 92        |                                | D-759                          | Haux Montory                         |
| D-26         | 94        | Travesía de Laguinge-Restoue   | Travesía de Laguinge-Restoue   | Travesía de Laguinge-Restoue         |
| D-26         | 96        |                                | D-726                          | Lanne-en-Barétous Arette (Bourg)     |
| D-26         | 97        |                                | D-928                          | Tardets-Sorholus Mauléon-Licharre    |

- Datos: Q30899611